# Estádio Araujão
Estádio Municipal José Araújo de Santana, apelidado de Araujão, é um estádio de futebol localizado no município de Eunápolis e possui capacidade para quatro mil espectadores.
Inaugurado na década de 1990, esta arena desportiva tem importância no cenário futebolístico da Bahia, tendo sediado jogos dos campeonatos baianos da primeira e segunda divisão, além do campeonato intermunicipal de futebol. Entre as equipes mandantes que se destacam estão o Eunápolis Esporte Clube e a seleção municipal de Eunápolis.
Em 1994, este estádio de futebol sediou a final da segunda divisão do Campeonato Baiano de Futebol, em que o Eunápolis ficou em segundo lugar, obtendo o acesso para a divisão principal.
Na década de 1990, sediou jogos do Eunápolis Esporte Clube na primeira divisão do Campeonato Baiano de Futebol.
Em 2017, sediou a final do Campeonato Baiano Intermunicipal de Futebol vencido pela seleção municipal de Eunápolis.